# Тітовка (Казахстан)
Тіто́вка (каз. Титовка) — село у складі Атбасарського району Акмолинської області Казахстану. Входить до складу Полтавського сільського округу.
Населення — 121 особа (2021; 148 у 2009, 165 у 1999, 229 у 1989).
Національний склад станом на 1989 рік:
- українці — 36 %;
- росіяни — 21 %.